# Amanda Plummer
Amanda Michael Plummer (nascuda el 23 de març de 1957) és una actriu estatunidenca-canadenca. És coneguda pel seu treball a l'escenari i pels seus papers en pel·lícules com Joe contra el volcà (1990), El rei pescador (1991), Pulp Fiction (1994), i The Hunger Games: Catching Fire (2013). Plummer va guanyar un Premi Tony el 1982 per la seva actuació a Agnes of God. Darrerament va aparèixer a la tercera temporada de Star Trek: Picard (2023).

## Primers anys
Plummer va néixer el 23 de març de 1957 a la ciutat de Nova York, fill únic de l'actriu estatunidenca Tammy Grimes i de l'actor canadenc Christopher Plummer. El seu pare va dir que van posar a la seva filla Amanda Michael el nom d'Amanda Prynne, una personatge de l'obra Private Lives, i l'actriu Michael Learned. Va assistir a l'elitista Trinity School abans de graduar-se a la United Nations International School (UNIS). Va assistir al Middlebury College durant dos anys i mig i, de jove adulta, va estudiar interpretació a la Neighborhood Playhouse School of the Theatre a la ciutat de Nova York.

## Carrera
Plummer ha rebut elogis de la crítica pel seu treball cinematogràfic, incloses pel·lícules com Cattle Annie and Little Britches (1981), El món segons Garp (1982), Daniel (1983), i L'hotel New Hampshire (1984). Altres pel·lícules destacades inclouen El rei pescador, per la qual va rebre una nominació pel·lícula al BAFTA (1992), una nominació al Premi de l'Associació de Crítics de Cinema de Chicago (1992) i un Premi de l'Associació de Crítics de Cinema de Los Angeles (1992).
Altres pel·lícules foren Pulp Fiction, per la qual va rebre una nominació a l'American Comedy Award; Girlfriend; Butterfly Kiss, My Life Without Me; Vampire, i Ken Park. Va fer el seu debut a Broadway com a Jo en el revival de 1981 de A Taste of Honey, que va funcionar durant gairebé un any amb Valerie French interpretant a Helen, la mare de Jo. Va rebre una nominació al Premi Tony, un Theatre World, un Drama Desk i un Premi Outer Critics Circle per la seva interpretació d'Agnes a  Agnes of God, amb Geraldine Page i Elizabeth Ashley. El 1983 va interpretar Laura Wingfield a la reestrena a Broadway d’El zoo de vidre. Altres actuacions de Broadway inclouen Dolly Clandon a You Never Can Tell (1986), i com a Eliza Doolittle a Pigmalió (1987; per la qual va rebre la seva tercera nominació al Premi Tony, aquesta vegada a la millor actuació d'una actriu principal en una obra de teatre.)
Les obres de teatre fora de Broadway inclouen Beth a A Lie of the Mind de Sam Shepard i Killer Joe, escrita per Tracy Letts. Ha actuat en moltes de les obres de Tennessee Williams', com ara Summer and Smoke, The Gnädiges Fräulein, The Milk Train Doesn't Stop Here Anymore, i l'estrena mundial de The One Exception.
El 1996, Plummer va guanyar un Premi Emmy per la seva aparició com a convidada a l'episodi "A Stitch in Time" de The Outer Limits. El 2005, va guanyar un Emmy com Miranda Cole a l'episodi "Weak" de Law & Order: Special Victims Unit, en què ella va interpretar una dona amb esquizofrènia.
Va ser nominada als Globus d'Or i va rebre un altre premi Emmy per la seva actuació a Miss Rose White, una pel·lícula Hallmark feta per a televisió sobre un supervivent de l'Holocaust, pel qual va rebre el premi de la Lliga Antidifamació. Per la seva actuació a Last Light (1993), va rebre una nominació al Cable Ace Award. Altres premis inclouen el Hollywood Drama Critics Award per la seva actuació en el paper principal femení a Romeu i Julieta, els Premis Saturn per la seva interpretació de Nettie a La botiga (1993), i un Cable Ace Award per la seva actuació a The Right To Remain Silent (1996).
Plummer va interpretar a Wiress, un antic "homenatge" que va guanyar els Jocs de la fam, a The Hunger Games: Catching Fire (2013), l'adaptació cinematogràfica de la segona novel·la de  la trilogia dels jocs de la fam, de Suzanne Collins. Plummer va protagonitzar al costat de Brad Dourif l'aclamafs prt la crítica reestrena Off Broadway de The Two-Character Play de Tennessee Williams a New World Stages el 2013.
El 2020, Plummer va aparèixer a la sèrie dramàtica de Netflix Ratched. Plummer interpreta Vadic, el vilà principal de la tercera i última temporada de Star Trek: Picard, el 2023.

## Vida personal
Plummer va sortir amb el guionista i director Paul Chart a finals de la dècada de 1990. Els dos vivien junts a Los Angeles i van treballar junts a la pel·lícula de Chart American Perfekt.

## Filmografia

### Cinema
| Any  | Títol                                         | Peper                        | Notes               |
| ---- | --------------------------------------------- | ---------------------------- | ------------------- |
| 1981 | Cattle Annie and Little Britches              | Anna "Cattle Annie" McDoulet |                     |
| 1982 | El món segons Garp                            | Ellen James                  |                     |
| 1983 | Daniel                                        | Susan Isaacson               |                     |
| 1984 | L'hotel New Hampshire                         | Miss Dawn Miscarriage        |                     |
| 1984 | The Dollmaker                                 | Mamie Childers               | Telefilm            |
| 1985 | Static                                        | Julia Purcell                |                     |
| 1987 | Courtship                                     | Laura Vaughn                 |                     |
| 1987 | Made in Heaven                                | Wiley Foxx                   |                     |
| 1988 | Gryphon                                       | Ms. Annette Ferenczi         | Telefilm            |
| 1989 | Prisoners of Inertia                          | Sam                          |                     |
| 1990 | Joe contra el volcà                           | Dagmar                       |                     |
| 1991 | El rei pescador                               | Lydia Sinclair               |                     |
| 1992 | Freejack                                      | Nun                          |                     |
| 1992 | Sands of Time                                 | Sister Graziella             | Telefilm            |
| 1992 | Miss Rose White                               | Lusia Burke                  | Telefilm            |
| 1992 | The Lounge People                             | Sabrina                      |                     |
| 1993 | So I Married an Axe Murderer                  | Rose Michaels                |                     |
| 1993 | Last Light                                    | Lillian Burke                | Telefilm            |
| 1993 | La botiga                                     | Nettie Cobb                  |                     |
| 1993 | Whose Child Is This? The War for Baby Jessica | Cara Clausen                 | Telefilm            |
| 1994 | Pulp Fiction                                  | Honey Bunny/Yolanda          |                     |
| 1994 | Pax                                           | Franny                       |                     |
| 1995 | Butterfly Kiss                                | Eunice                       |                     |
| 1995 | Nostradamus                                   | Catherine de' Medici         |                     |
| 1995 | The Final Cut                                 | Rothstein                    |                     |
| 1995 | The Prophecy                                  | Rachael                      |                     |
| 1995 | Alcohòlics                                    | Shelley                      |                     |
| 1996 | Dead Girl                                     | Frida                        |                     |
| 1996 | Tensió a l'autovia                            | Ramona Lutz                  |                     |
| 1996 | The Right To Remain Silent                    | Paulina Marcos               | Telefilm            |
| 1996 | Don't Look Back                               | Bridget                      | Telefilm            |
| 1996 | Under the Piano                               | Franny Basilio               | Telefilm            |
| 1997 | American Perfekt                              | Sandra Thomas                |                     |
| 1997 | Hèrcules                                      | Clotho                       | Voice               |
| 1997 | A Simple Wish                                 | Boots                        |                     |
| 1997 | Hysteria                                      | Myrna Malloy                 |                     |
| 1998 | You Can Thank Me Later                        | Susan Cooperbeg              |                     |
| 1998 | L.A. Without a Map                            | Red Pool Owner               |                     |
| 1998 | October 22                                    | Denise                       |                     |
| 1999 | 8½ Women                                      | Beryl                        |                     |
| 1999 | The Apartment Complex                         | Miss Chenille                | Telefilm            |
| 2000 | The Million Dollar Hotel                      | Vivien                       |                     |
| 2000 | Seven Days to Live                            | Ellen Shaw                   |                     |
| 2002 | The Gray in Between                           | Jalyn                        |                     |
| 2002 | The Last Angel                                | The Last Angel               | Curtmetratge        |
| 2002 | Triggermen                                    | Penny Archer                 |                     |
| 2002 | Get a Clue                                    | Miss Kim Dawson              | Telefilm            |
| 2002 | Ken Park                                      | Claude's mother              |                     |
| 2003 | My Life Without Me                            | Laurie                       |                     |
| 2003 | Ilaria Alpi - Il più crudele dei giorni       | Karin                        |                     |
| 2003 | Mimic 3: Sentinel                             | Simone Montrose              | Direct-to-video     |
| 2004 | Satan's Little Helper                         | Merrill Whooly               |                     |
| 2008 | Inconceivable                                 | Lesley Banks                 |                     |
| 2008 | Red                                           | Mrs. Diane Doust             |                     |
| 2008 | Affinity                                      | Miss Helena Ridley           |                     |
| 2008 | 45 R.P.M.                                     | Caralee Lucas                |                     |
| 2009 | Samurai Avenger: The Blind Wolf               | Dona al cotxe                |                     |
| 2009 | First Time Long Time                          | Maggie                       | Curtmetratge        |
| 2010 | The Making of Plus One                        | Kim Owens                    |                     |
| 2010 | Girlfriend                                    | Celeste                      |                     |
| 2010 | 1001 Ways to Enjoy the Missionary Position    | Nora                         |                     |
| 2011 | Vampire                                       | Helga                        |                     |
| 2011 | Dr. Ketel                                     | Louise                       |                     |
| 2011 | Today's Headline                              | Amy                          | Curtmetratge        |
| 2012 | Sophomore                                     | Miss June Hultz              |                     |
| 2012 | Small Apartments                              | Mrs. Luigiana Ballisteri     |                     |
| 2012 | Abigail Harm                                  | Abigail Harm                 |                     |
| 2012 | I Have to Buy New Shoes                       | Joanne                       |                     |
| 2013 | The Hunger Games: Catching Fire               | Wiress                       |                     |
| 2014 | Strangely in Love                             | Sister Sarah                 |                     |
| 2015 | Reversion                                     | Elizabeth                    |                     |
| 2016 | The Dancer                                    | Lili                         |                     |
| 2016 | Honeyglue                                     | Alice                        |                     |
| 2018 | We Are Boats                                  | Jimmie                       |                     |
| 2018 | A Young Man with High Potential               | Ketura Stantz                |                     |
| 2018 | Freaks of Nurture                             | Mom                          | Voice, Curtmetratge |
| 2019 | Spiral Farm                                   | Dianic                       |                     |
| 2021 | Night Raiders                                 | Roberta                      |                     |
| 2022 | Showing Up                                    | Dorothy                      |                     |

### Televisió
| Any       | Títol                             | Peper                   | Notes                                               |
| --------- | --------------------------------- | ----------------------- | --------------------------------------------------- |
| 1982      | ABC Afterschool Special           | Angela Dunoway          | Episodi: "The Unforgivable Secret"                  |
| 1987      | Moonlighting                      | Jackie Wilbourne        | Episodi: "Take a Left at the Altar"                 |
| 1988      | L'equalitzador                    | Jill O'Connor           | Episodi: "A Dance on the Dark Side"                 |
| 1989      | Miami Vice                        | Lisa Madsen             | Episodi: "Fruit of the Poison Tree"                 |
| 1989      | Tales from the Crypt              | Peggy                   | Episodi: "Lover Come Hack to Me"                    |
| 1989      | HBO Storybook Musicals            | Narrator                | Episodi: "The Story of the Dancing Frog"            |
| 1989      | True Blue                         | Susan Lizar             | Episodi: "Pilot: Part 1"                            |
| 1989–1990 | L.A. Law                          | Alice Hackett           | 6 Episodis                                          |
| 1990      | Kojak                             | Phyllis                 | Episodi: "None So Blind"                            |
| 1991      | The Hidden Room                   | Sarah Cole              | Episodi: "A Type of Love Story"                     |
| 1996–2000 | The Outer Limits                  | Dr. Theresa Givens      | 2 Episodis                                          |
| 1996      | Duckman                           | Princess Fallopia (vuu) | Episodi: "The Road to Dendron"                      |
| 1998      | Stories from My Childhood         | The Queen               | Voice, Episodi: "The Twelve Months & The Snow Girl" |
| 2002      | Night Visions                     | Music Professor         | Episodi: "The Maze"                                 |
| 2004      | Law & Order: Special Victims Unit | Miranda Cole            | Episodi: "Weak"                                     |
| 2006      | Battlestar Galactica              | Oracle Selloi           | Episodi: "Exodus"                                   |
| 2007      | WordGirl                          | Lady Redundant Woman    | Voice, Episodi: "Lady Redundant Woman"              |
| 2009–2013 | Phineas and Ferb                  | Professor Poofenplotz   | Veu, 2 Episodis                                     |
| 2014      | Hannibal                          | Katherine Pims          | Episodi: "Takiawase"                                |
| 2015      | The Blacklist                     | Tracy Solobotkin        | Episodi: "The Deer Hunter"                          |
| 2020      | Ratched                           | Louise                  | 7 Episodis                                          |
| 2023      | Star Trek: Picard                 | Captain Vadic           | 6 Episodis                                          |

### Videojocs
| Any  | Títol    | Peper  | Notes  |
| ---- | -------- | ------ | ------ |
| 1997 | Hercules | Clotho | [ 17 ] |

### Teatre
| Any       | Títol                  | Paper              | Notes                              |
| --------- | ---------------------- | ------------------ | ---------------------------------- |
| 1979      | A Month in the Country | Vera Aleksandrovna |                                    |
| 1979      | Artichoke              | Lily-Agnes         |                                    |
| 1981      | A Taste of Honey       | Josephine          |                                    |
| 1982      | Agnes of God           | Sister Agnes       |                                    |
| 1983      | Lee Harvey Oswald      | Marina             | Bayview Playhouse, Toronto, Canada |
| 1983      | El zoo de vidre        | Laura Wingfield    |                                    |
| 1985      | A Lie of the Mind      | Beth               |                                    |
| 1986      | You Never Can Tell     | Dolly Clandon      |                                    |
| 1987      | Pigmalió               | Eliza Doolittle    |                                    |
| 1990      | Abundance              | Bess               |                                    |
| 1998      | Killer Joe             | Sharla Smith       |                                    |
| 2005      | The Lark               | Joana d'Arc        |                                    |
| 2006–2007 | Summer and Smoke       | Alma Winemiller    |                                    |
| 2013      | The Two-Character Play | Clare              |                                    |
| 2017      | La nit de la iguana    | Hannah Jelkes      |                                    |

## Premis i nominacions
| Any  | Premi                | Categoria                                              | Treballs nominats | Result    | Ref.   |
| ---- | -------------------- | ------------------------------------------------------ | ----------------- | --------- | ------ |
| 1982 | Premi Tony           | Premi Tony a la millor actriu protagonista en una obra | A Taste of Honey  | Nominat   | [ 19 ] |
| 1982 | Premi Tony           | Millor actriu destacada en una obra                    | Agnes of God      | Guanyador | [ 19 ] |
| 1987 | Premi Tony           | Millor actriu protagonista en una obra                 | Pygmalion         | Nominat   | [ 20 ] |
| 1981 | Premis Drama Desk    | Actriu destacada en una obra de teatre                 | A Taste of Honey  | Nominat   |        |
| 1982 | Premis Drama Desk    | Actriu destacada destacada en una obra de teatre       | Agnes of God      | Guanyador |        |
| 1981 | Theatre World Awards | N/D                                                    | A Taste of Honey  | Guanyador | [ 21 ] |

| Any  | Premi                                                            | Categoria                                                                      | Treball nominat                   | Resultat  | Ref.   |
| ---- | ---------------------------------------------------------------- | ------------------------------------------------------------------------------ | --------------------------------- | --------- | ------ |
| 1992 | Premis BAFTA                                                     | Millor actriu secundària                                                       | El rei pescador                   | Nominat   | [ 22 ] |
| 1993 | Premis Globus d'Or                                               | millor actriu secundària en sèrie, minisèrie o telefilm                        | Miss Rose White                   | Nominat   | [ 23 ] |
| 1989 | Premis Primetime Emmy                                            | millor actriu secundària en sèrie dramàtica                                    | L.A. Law                          | Nominat   | [ 24 ] |
| 1992 | Premis Primetime Emmy                                            | Actriu de repartiment destacada en una sèrie o pel·lícula limitada o antologia | Miss Rose White                   | Guanyador | [ 25 ] |
| 1996 | Premis Primetime Emmy                                            | Actriu convidada destacada en una sèrie dramàtica                              | The Outer Limits                  | Guanyador | [ 26 ] |
| 2005 | Premis Primetime Emmy                                            | Millor actriu convidada en una sèrie dramàtica                                 | Law & Order: Special Victims Unit | Guanyador | [ 27 ] |
| 1991 | Premis de l'Associació de Crítics de Cinema de Los Angeles       | Millor actriu secundària                                                       | El rei pescador                   | Subcampió | [ 28 ] |
| 1992 | Premis de l'Associació de Crítics de Cinema de Chicago           | Millor actriu de repartiment                                                   | El rei pescador                   | Nominat   |        |
| 1992 | Premis de l'Associació de Crítics de Cinema de Dallas–Fort Worth | Millor actriu secundària                                                       | El rei pescador                   | Nominat   |        |
| 1993 | CableAce Awards                                                  | Actriu a sèrie dramàtica                                                       | The Hidden Room                   | Nominat   |        |
| 1994 | CableAce Awards                                                  | Actriu secundària en una pel·lícula o minisèrie                                | Last Light                        | Nominat   | [ 29 ] |
| 1996 | CableAce Awards                                                  | Actriu secundària en una pel·lícula o minisèrie                                | The Right to Remain Silent        | Guanyador | [ 30 ] |
| 1996 | CableAce Awards                                                  | Actriu en un especial dramàtic/sèrie                                           | The Outer Limits                  | Nominat   |        |
| 1994 | Awards Community Circuit Awards                                  | Millor repartiment de conjunt                                                  | Pulp Fiction                      | Guanyador | [ 31 ] |
| 1994 | Fangoria Chainsaw Awards                                         | Millor actriu secundària                                                       | Needful Things                    | Nominat   | [ 32 ] |
| 2006 | Fangoria Chainsaw Awards                                         | Millor actriu secundària                                                       | Satan's Little Helper             | Nominat   | [ 32 ] |
| 1994 | Premis Saturn                                                    | Millor actriu secundària                                                       | Needful Things                    | Guanyador | [ 32 ] |
| 2024 | Premis Saturn                                                    | Millor paper protagonista convidat a la televisió                              | Star Trek: Picard                 | Nominat   | [ 33 ] |
| 1995 | American Comedy Awards                                           | L'actriu secundària més divertida d'una pel·lícula                             | Pulp Fiction                      | Nominat   | [ 34 ] |
| 2003 | DVD Exclusive Awards                                             | Millor actriu en una pel·lícula d'estrena en DVD                               | Mimic 3: Sentinel                 | Nominat   |        |
| 2016 | Festival Internacional de Cinema d'Oldenburg                     | Premi Honorífic a la Independència d'Alemanya (homenatge)                      | N/D                               | Guanyador | [ 32 ] |
| 2019 | Festival Internacional de Cinema d'Oldenburg                     | Estrella d'excel·lència (Walk of Fame)                                         | N/D                               | Guanyador | [ 35 ] |
| 2022 | Premis del Cercle de Crítics de Cinema de Vancouver              | Millor actriu secundària (canadenc)                                            | Night Raiders                     | Nominat   | [ 36 ] |
| 2024 | Independent Spirit Premi Robert Altmand                          | Independent Spirit Premi Robert Altmand                                        | Showing Up                        | Guanyador | [ 37 ] |